# 有気音
有気音（ゆうきおん）または帯気音（たいきおん）は、破裂音、摩擦音および破擦音において、調音器官の開放より少し遅れて母音の声帯振動が始まる子音。閉鎖の開放後に息の流れる音（破擦音の場合は摩擦音）が聞こえる。対義語は無気音。

## 表記
国際音声字母では [ʰ] 、X-SAMPAでは [_h] であらわされる。
- 古くは [ʻ] を用いることもあった。

ラテン文字表記では h や '（アポストロフィ）を加えることで表されることがある。
- 例: タイ → Thai、平壌 → P'yŏngyang

また、有声音を音素として持たない言語のラテン文字表記では、有声音の文字で無気音を、無声音の文字で有気音を表すことがある。中国語の漢語拼音、朝鮮語の文化観光部2000年式などを参照。

## 各言語の例
中国語や朝鮮語などでは、有気音と無気音とが弁別的な対立をなしている。
- 中国語の例
有気音: 踏 tà [tʰa]
無気音: 大 dà [ta]

朝鮮語においては、有気音は激音と呼ばれ、ㅊ[t͡ɕʰ]、ㅋ[kʰ]、ㅌ[tʰ]、ㅍ[pʰ]がそれぞれㅈ[t͡ɕ]、ㄱ[k]、ㄷ[t]、ㅂ[p]の激音に当たる。激音は音節の頭（初声）にのみ表れ、音節末（終声）には現れない。ハングルの激音字母は正書法上終声となる場合もあるが、その場合でも実際の終声音としては平音との区別がなく、後ろに母音で始まる助詞が付いた場合に初声化して激音で実現する単語であることを示しているにすぎない。ただし近年のソウル方言では、語頭において本来無気音である平音の発音が激音と同じように有気音で発音されることがあり、平音と激音の区別を有気性ではなく音の高低で区別するようになる傾向がある。
タイ語では無声有気音、無声無気音、有声音の3種が弁別的に用いられている。
ヒンディー語、ウルドゥー語など、インド系の多くの言語には、有気音と無気音の対立に加え、有声音と無声音の対立を組み合わせて、同一調音部位で4つの子音を弁別的に用いているが、このうちいわゆる「有声帯気音」は音声学的には息もれ声をともなう有声子音であり、無声の帯気音とは機構が異なる。
例: ヒンディー語の軟口蓋音 क [ka], ख [kʰa], ग [ga], घ [gʱa]
古典ギリシア語には破裂音に無声無気音・無声帯気音・有声音の三項対立が存在した。現在では無声帯気音は摩擦音に変化している。
アルメニア語の東部方言には無声無気音・無声帯気音・有声音の三項対立が存在する。西部方言では有声音が無声帯気音に合流し、逆に無声無気音が有声音に変化したため、二項対立になっている。
フランス語には有気音は存在しない。リエゾン、エリジオンを起こさない h aspiré を、｢有気（音）の h ｣と訳す場合がある（「有音の h 」と呼ぶのが普通）が、音声学でいう有気音とは関係ない。
英語では強勢のある音節頭位の無声破裂音（s に続く場合を除く）が、ドイツ語では無声破裂音すべてが、帯気している。しかし無気音と音韻的に異なる音素ではない。
現代アイスランド語の破裂音には有声音がなく、無声無気音と帯気音の対立がある。母音のあとの位置では前気音（ぜんきおん） [ʰp ʰt ʰk] を有する。